# Durham-Ouest
Pour les articles homonymes, voir Durham.
Circonscription électorale fédérale du Canada
Durham-Ouest ((en) Durham West) est une circonscription électorale fédérale de l'Ontario, représentée de 1867 à 1904.
C'est l'Acte de l'Amérique du Nord britannique de 1867 qui divise le comté de Durham en deux districts électoraux, Durham-Est et Durham-Ouest. Abolie en 1903, elle est intégrée à la circonscription de Durham.

## Géographie
En 1867, la circonscription de Durham-Ouest comprenait :
- La partie ouest du comté de Durham

## Députés
| Législature                       | Années    | Député              | Député                 | Parti        |
| --------------------------------- | --------- | ------------------- | ---------------------- | ------------ |
| Durham-Ouest                      |           |                     |                        |              |
| 1re                               | 1867–1872 |                     | Edward Blake           | Libéral      |
| 2e                                | 1872-1873 |                     | Edward Blake           | Libéral      |
| 2e                                | 1873-1874 | Edmund Burke Wood   |                        | Libéral      |
| 3e                                | 1874–1874 | Edmund Burke Wood   |                        | Libéral      |
| 3e                                | 1874-1878 | Harvey William Burk |                        | Libéral      |
| 4e                                | 1878–1879 | Harvey William Burk |                        | Libéral      |
| 4e                                | 1879-1882 | Edward Blake (2)    |                        | Libéral      |
| 5e                                | 1882–1887 | Edward Blake (2)    |                        | Libéral      |
| 6e                                | 1887–1891 | Edward Blake (2)    |                        | Libéral      |
| 7e                                | 1891–1896 | Robert Beith        |                        | Libéral      |
| 8e                                | 1896–1900 | Robert Beith        |                        | Libéral      |
| 9e                                | 1900–1902 |                     | Charles Jonas Thornton | Conservateur |
| 9e                                | 1902-1904 |                     | Robert Beith (2)       | Libéral      |
| Circonscription intégrée à Durham |           |                     |                        |              |